# Chelaseius schusterellus
Chelaseius schusterellus är en spindeldjursart som först beskrevs av Athias-Henriot 1967.  Chelaseius schusterellus ingår i släktet Chelaseius och familjen Phytoseiidae. Inga underarter finns listade i Catalogue of Life.